# Kalkskärs lägnarna
Kalkskärs lägnarna är skär i Finland. De ligger i Korpo i kommunen Pargas i landskapet Egentliga Finland, 190 km väster om huvudstaden Helsingfors.
Kalkskärs lägnarna är några av de allra sydligaste skären i Korpo skärgård, cirka 13 kilometer söder om Jurmo. Bara Grimsörar och Norra Grimsörar sydväst om Kalkskärs lägnarna ligger längre söderut. Kalkskärs lägnarna består av tre skär; Västerflutun, Mellanstenen och Österstenen.
Söder och öster om Kalkskärs lägnarna finns bara öppet hav, i sydväst Grimsörarna, i väster finns fyren på Lillharu samt Alu och Gropskär. I norr finns Kalkskär, Korpo och bortom den resten av Korpo skärgård.